# Bokaa
Bokaa è un villaggio del Botswana situato nel distretto di Kgatleng, sottodistretto di Kgatleng. Il villaggio, secondo il censimento del 2011, conta 5.680 abitanti.

## Località
Nel territorio del villaggio sono presenti le seguenti 10 località:
- Ditshetshwana di 17 abitanti,
- Lengana,
- Magotlho-a-Disa di 58 abitanti,
- Mmamashia di 325 abitanti,
- Molongwane di 216 abitanti,
- Rabotsepo di 14 abitanti,
- Ruele di 50 abitanti,
- Sekgwasentsho di 3 abitanti,
- Thoredi di 65 abitanti,
- Tilwane di 34 abitanti